# Ben 10
Ben 10 ist eine US-amerikanische Zeichentrickserie. Die Serie wurde von den Cartoon Network Studios produziert.

## Handlung
Der 10-jährige Benjamin Tennyson verbringt seine Sommerferien mit seinem Großvater Maxwell Tennyson und seiner gleichaltrigen Cousine Gwendolyn Tennyson und erwartet langweilige Campingferien in Opas altem Wohnmobil. Doch gleich in der ersten Nacht findet er ein außerirdisches Gerät, das ihm die Fähigkeit verleiht, sich in zehn verschiedene Aliens zu verwandeln.
Mit diesen neuen Kräften bekämpft er das Verbrechen und bewahrt die Erde vor feindlichen Außerirdischen. Für ihn, seinen Großvater und seine Cousine werden die Sommerferien zum großen Abenteuer. Bald muss er aber herausfinden, dass dieses Gerät, Omnitrix genannt, von einem außerirdischen Eroberer namens Vilgax gesucht wird, der damit die Macht über das ganze Universum erlangen will. So kommt es, dass Ben bald immer wieder verhindern muss, dass Vilgax – und immer mehr andere Gegner – das Gerät in die Hände bekommen, während er versucht, die Omnitrix als Superheld einzusetzen.

## Figuren

### Protagonisten
- Benjamin „Ben“ Tennyson ist ein Zehnjähriger, der gerne Videospiele spielt. Mit der Macht der Omnitrix kann er zunächst gar nicht umgehen, da er sehr verspielt und oft etwas großspurig und angeberisch ist. Er liebt aber seine Familie und ist in der Not sofort bereit, alles für sie zu tun.

- Gwendolyn „Gwen“ Tennyson ist Bens zehnjährige Cousine, mit der er sich oft streitet. Im Gegensatz zu ihm ist sie vernünftig und belesen, und im Geheimen mag sie Ben, was sie aber nie offen zugibt. Sie ist in den Kampfkünsten bewandert, und im Laufe der Serie entdeckt sie auch ihr verborgenes magisches Talent.

- Maxwell „Max“ Tennyson ist Gwens und Bens Großvater. Zunächst ist er nur ein netter, alter Mann, der sein Wohnmobil und eigenwillige Küche liebt. Später stellt sich aber heraus, dass er früher zu einer Spezialeinheit namens „Die Klempner“ gehört hat, die gegen feindliche Außerirdische kämpfte. Seine Erfahrung und Ausrüstung helfen Ben und Gwen mehr als einmal aus großen Schwierigkeiten.

### Wiederkehrende Antagonisten
- Vilgax ist ein boshafter, intergalaktischer Eroberer, der die Omnitrix besitzen möchte. Nachdem er bei seinem ersten Versuch, sie zu erlangen, schwer verletzt wurde, wurde sein Körper kybernetisch verbessert, was ihn zu einem äußerst gefährlichen Gegner macht.
- Kevin 11 (Kevin E. Levin) ist ein Junge mit der Fähigkeit der Energieabsorption. Durch den Kontakt mit der Omnitrix hat er in der Folge Ein unverhofftes Wiedersehen eine monströse Mischform der ursprünglichen 10 Alienformen angenommen, aus der er sich nicht wieder zurückverwandeln kann. Er macht Ben für seinen Zustand verantwortlich und will sich an ihm rächen.
- Das Schattenmonster (Ghostfreak/Zs’Skayr), ursprünglich ein Teil der Omnitrix, hat seine ursprüngliche Persönlichkeit aufgrund seiner speziellen Natur voll bewahren können. Schließlich bricht er aus und versucht, Bens Körper und damit die Omnitrix zu übernehmen. Bei seinem späteren Versuch, die Erde mit Corrodium zu verstrahlen und in ewige Dunkelheit zu hüllen, arbeiten außerirdische Versionen der Mumie, des Werwolfs und Doktor Vicktor (Frankensteins Monster) für ihn.
Im Ben 10 Week Event (April 2008) wurde sein wahrer Name als Zs’Skayr bekannt gegeben.
- Hex ist ein machthungriger Meistermagier mit einer markanten totenkopfartigen Gesichtsbemalung. Seine Hauptkraftquelle waren die Talismane von Bezell, die von Gwen zerstört wurden.
- Fluchwerferin (Charmcaster) ist Hex’ Nichte und Lehrling in der Zauberei. In der dritten Staffel der Serie erlangt Gwen ihr Zaubersprüchebuch und lernt schließlich selbst das Zaubern.
- Doktor Animo ist ein verrückter Tierwissenschaftler, der durch die Erschaffung von Mutantenmonstern die Evolution neu bestimmen will. Nachdem er hinter die Funktionen der Omnitrix kommt, benutzt er jede sich bietende Gelegenheit, um mit ihr seine Kreaturen zu 'verbessern'.
- Die Ewigen Ritter (The Forever Knights), eine Geheimgesellschaft maskierter Ritter, horten und studieren außerirdische Technologie, insbesondere Waffensysteme. Zuerst erscheint Enoch als ihr Anführer, doch der wahre Führer der Organisation ist der Ewige König (Forever King), ein ehemaliger „Klempner“ namens Driscoll.
- Sechssechs, (Sixsix) ein außerirdischer Kopfgeldjäger.
- Das Zirkus-Freak Trio (Circus Freak Trio) ist eine Gruppe von drei Mutanten namens Giftatem (Acid Breath), Stahlbrecher (Thumbskull) und Schreckenshaar (Frightwig), die sich mit ihren speziellen Fähigkeiten als Diebe und Handlanger durchschlagen.
- JT und Cash sind zwei Jungen aus Bens Klasse, die gerne schwächere Mitschüler tyrannisieren. Nachdem Ben jedoch die Omnitrix erlangt, gibt er ihnen in Gestalt von XLR8 nur zu gerne eine Probe ihrer eigenen Kost zu schmecken.
- Vulcanus (Vulcanus), ein sehr starkes und schmerzunempfindliches Alien, Schläger und Partner von Sechssechs.

## Die Omnitrix
Omnitrix, Kurzform von Omnimatrix, ist ein Kofferwort aus den lateinischen Wörtern omnis und matrix; es bedeutet wörtlich „alle Formen“. Die Omnitrix (Plural: Omnitrixes [bzw. dt. eig. Omnitrices]) ist ein außerirdisches Gerät, das etwa die Größe und das Aussehen einer Armbanduhr hat. Sie wurde von dem Galvaner Azmuth als eine Art intergalaktische Arche erschaffen. In ihr sind genetische Informationen von 1.000.903 intelligenten Lebensformen des Universums und damit der gesamten Milchstraße gespeichert, darunter auch einige inzwischen ausgestorbene Rassen. Darüber hinaus kann die Omnitrix bei Kontakt mit einer Alien-Rasse, über die sie noch nicht verfügt, weitere genetische Proben aufnehmen, speichern und so auch deren Information erhalten. Wenn sich der Träger der Omnitrix in diese verwandelt, verfügt er auch über ihre Fähigkeiten. Da die Omnitrix sich mit der DNS des Trägers verbindet, ist es nicht so einfach, das uhrähnliche Gerät abzulegen. Der Übersichtlichkeit halber sind die gut eine Million Aliens in Zehnergruppen zusammengestellt. So kann Ben sich mit der Omnitrix jeweils in zehn Aliens verwandeln.

## Produktion und Veröffentlichung

### Gestaltung und Ausstrahlung
Für die Gestaltung der Serie war Dave Johnson verantwortlich.
In den USA wird die Serie auf Cartoon Network ausgestrahlt. Die deutsche Erstausstrahlung fand am 7. Oktober 2006 bei kabel eins statt.

### Synchronisation
| Rolle                   | Englischer Sprecher             | Deutscher Sprecher |
| ----------------------- | ------------------------------- | ------------------ |
| Ben Tennyson (10 Jahre) | Tara Strong                     | Claudia Schmidt    |
| Ben Tennyson (16 Jahre) | Yuri Lowenthal                  | Roman Wolko        |
| Gwen Tennyson           | Meagan Smith                    | Marieke Oeffinger  |
| Max Tennyson            | Paul Eiding                     | Ulf J. Söhmisch    |
| Vilgax                  | Steven Blum                     | Willi Röbke        |
| Kevin E. Levin          | Michael Reisz Charlie Schlatter | Jan Makino         |

## Episodenübersicht
| #         | US-Premiere D-Premiere             | Originaltitel Deutscher Titel              | Inhalt |
| --------- | ---------------------------------- | ------------------------------------------ | --- |
| 1 (1-01)  | 27. Dezember 2005 7. Oktober 2006  | And Then There Were 10 Und dann waren’s 10 | Die Schulferien beginnen und Ben soll sie dieses Jahr mit seinem Großvater Max in dessen Wohnmobil verbringen. Blöderweise ist auch Gwen, Bens nervige Cousine, mit dabei. Nach dem Abendessen auf dem Campingplatz, beobachtet Ben einen Meteor, der auf die Erde stürzt. Im Krater findet er eine merkwürdige Uhr, die ihn geradewegs anspringt und sich fest mit seinem Handgelenk verbindet. Ben entdeckt bei einigen Versuchen die Geheimnisse der Omnitrix und muss seine neuen Fähigkeiten gleich im Kampf gegen einen selbst verursachten Waldbrand und später gegen ein paar außerirdische Roboterdrohnen beweisen. |
| 2 (1-02)  | 14. Januar 2006 14. Oktober 2006   | Washington B.C. Washington, Steinzeit      | Ben fühlt sich und seine neuen Fähigkeiten nicht besonders gewürdigt. Zudem terrorisiert der verrückte Wissenschaftler Dr. Animo Washington, D.C., indem er normale Tiere in mutierte Giganten verwandelt. Ben muss Animo aufhalten und dabei erkennen, dass man nicht immer das bekommt, was man verdient. |
| 3 (1-03)  | 21. Januar 2006 21. Oktober 2006   | The Krakken Das Untier                     | Während ihres Aufenthalts an einem See entdeckt Ben ein Seemonster, aber nur der alte Kapitän Shaw, der auf der Jagd nach dem Monster ist, schenkt ihm Glauben. Doch Ben und Shaw sind nicht die einzigen Monsterjäger an diesem See … |
| 4 (1-04)  | 28. Januar 2006 28. Oktober 2006   | Permanent Retirement Ewiger Ruhestand      | Max besucht mit den Kindern seine Schwester Vera, die in einer Rentnersiedlung lebt, in der merkwürdige Dinge vorgehen. Ben und Gwen wollen der Sache auf den Grund gehen, werden aber von den Bewohnern angegriffen, die plötzlich übermenschliche Fähigkeiten entwickeln, und sogar Opa Max ist bald nicht mehr derselbe. Nun müssen Ben und Gwen alleine herausfinden, wer oder was dafür verantwortlich ist. |
| 5 (1-05)  | 4. Februar 2006 4. November 2006   | Hunted Gejagt                              | Vilgax setzt drei Alien-Kopfgeldjäger auf Ben an, die ihm die Omnitrix abnehmen sollen, und Ben muss in diesem Konflikt lernen, dass Kraft allein nicht immer die Lösung ist. |
| 6 (1-06)  | 11. Februar 2006 11. November 2006 | Kevin 11                                   | Nach einem Streit mit seinem Opa Max geht Ben allein in die Stadt und trifft dort Kevin, einen jungen Soziopathen, der die Fähigkeit hat, jede Art von Energie zu absorbieren. Ben entfesselt die Kräfte der Omnitrix, bevor er erkennt, dass Kevin es auf die Kräfte des Geräts abgesehen hat. |
| 7 (1-07)  | 18. Februar 2006 18. November 2006 | Tourist Trap Touristenfalle                | Sparksville gibt dem Begriff Touristenfalle eine ganz neue Bedeutung: Neben den vielen Sehenswürdigkeiten gibt es eine Hauptattraktion, die Ben und Gwen allerdings sehr enttäuscht. Ben entschließt sich, einen kleinen Streich zu spielen, und befreit dabei versehentlich Megawhatt, ein kleines elektrisches Alien mit einem sehr bizarren Sinn für Humor. |
| 8 (1-08)  | 25. Februar 2006 25. November 2006 | The Alliance Drohnenpower                  | In der Gestalt von Krake verhindert Ben einen Raubüberfall auf einen Geldtransport, ausgeführt von einer Bande, deren Chefin die knallharte Joey ist. Doch während des Kampfes greifen die neuen, verbesserten Drohnen von Vilgax an und verletzen Opa Max. Während Ben Max ins Krankenhaus bringt und von Gewissensbissen geplagt wird, berührt Joey eine der Drohnen und wird zu einem Aliencyborg namens Rojo verwandelt, die für Vilgax die Omnitrix erlangen soll. |
| 9 (1-09)  | 4. Mai 2006 2. Dezember 2006       | The Last Laugh Wer zuletzt lacht…          | Ben und seine Familie stoßen auf einen Zirkus, der von Zombozo dem Clown geleitet wird – sehr zu Bens Verdruss, denn er hat Angst vor Clowns. In Wirklichkeit aber ist Zombozo ein Gefühlsaussauger, der den Menschen die Fröhlichkeit entzieht. Als der Clown auch noch Gwen entführt, muss Ben sich allein seiner tiefsten Angst stellen. |
| 10 (1-10) | 11. Mai 2006 9. Dezember 2006      | Lucky Girl Gwens große Stunde              | Ben, Gwen und Max begegnen einem Magier namens Hex, und Gwen erlangt eins seiner mystischen Amulette. Von nun an hat Gwen Glück bei allem, was sie tut, und wird zu einer Superheldin namens Lucky Girl – aber dieses Glück hat einen Preis. |
| 11 (1-11) | 18. Mai 2006 16. Dezember 2006     | A Small Problem Klein, aber oho            | Als Ben erfährt, dass er zu klein ist, um die Wasserrutsche in einem Freizeitpark zu benutzen, möchte er sich in eine seiner Alienformen verwandeln. Die Omnitrix hat aber eine Fehlfunktion, und er bleibt in der Form von Grauer Eminenz stecken. Die Situation wird noch schlimmer, als ihn ein Alienfanatiker einfängt, der mit ihm zu Ruhm und Ansehen kommen will, und Ben macht bald unangenehme Bekanntschaft mit den Ewigen Rittern … |
| 12 (1-12) | 25. Mai 2006 23. Dezember 2006     | Side Effects Die Supermedizin              | Die Abrissarbeiten in der Innenstadt stören einen Mann namens Clancy, der die Fähigkeit hat, Insekten zu kontrollieren. Währenddessen fängt sich Ben, nachdem er zu lange in einem Eiswagen war, eine Grippe ein, die sich mit den Alien-DNSs der Omnitrix verbindet; dadurch werden selbst seine stärksten Aliens schwach. Trotz dieser Einschränkungen muss er gegen Clancy und seine Insektenfreunde kämpfen, als dieser die Stadt zu attackieren droht. |
| 13 (1-13) | 1. April 2006 30. Dezember 2006    | Secrets Geheimnisse                        | Vilgax’ Verletzungen sind geheilt und er entschließt sich, die Omnitrix selber an sich zu bringen. Im Traum erfährt Ben von der drohenden Gefahr, was Max sehr beunruhigt. So schnell wie möglich will er zum Mount Rushmore, doch Vilgax gelingt es, Ben in Gefangenschaft zu setzen. In Mount Rushmore betritt Max zu Gwens immensen Überraschung eine geheime Basis, vollgestopft mit futuristischen Waffen – und Max und Vilgax scheinen sogar sehr alte Bekannte zu sein … |

| #         | US-Premiere D-Premiere        | Originaltitel Deutscher Titel                         | Inhalt |
| --------- | ----------------------------- | ----------------------------------------------------- | --- |
| 14 (2-01) | 28. Mai 2006 7. April 2007    | Truth Opa packt aus                                   | Max erzählt Ben und Gwen die Wahrheit über seine Vergangenheit: Er war einst Mitglied der „Klempner“, die die Aufgabe hatten, die Welt vor außerirdischen Gefahren zu schützen. Ben ist fasziniert und glaubt, bereits in den Fußstapfen seines Großvaters zu treten. Gleich darauf begegnen die Tennysons zufällig Phil, den alten Partner und Freund von Max. Phil freut sich seinen alten Partner wiederzusehen und berichtet ihm, dass er immer noch im Einsatz ist. Doch Max hat seine Zweifel an seinem alten Freund … |
| 15 (2-02) | 11. Juni 2006 7. April 2007   | The Big Tick Die ausserirdische Zecke                 | Die Tennysons genießen den Yellowstone-Nationalpark, wobei Ben eine neue Aliengestalt aktiviert. In dem Moment stürzt ein gigantischer Meteorit ab, aus dem eine riesige Zecke schlüpft. Die Diener der Zecke erklären, dass sie dafür lebt, andere Planeten auszusaugen. Nun müssen die Tennysons den Untergang der Erde verhindern … und das kann nur mithilfe von Kanonenkugel geschehen. |
| 16 (2-03) | 18. Juni 2006 14. April 2007  | Framed Ein unverhofftes Wiedersehen                   | Bei einer Tour durch San Francisco beobachtet Gwen, wie Krake ein Videospielladen demoliert. Sie stellt Ben zur Rede, doch er beteuert seine Unschuld. Es stellt sich heraus, dass Kevin der Verbrecher ist; seit er die Energie der Omnitrix absorbiert hat, kann er sich in exakte Kopien von Bens Aliengestalten verwandeln. Ben muss infolgedessen nicht nur gegen Kevin kämpfen, sondern auch einer Spezialeinheit aus Alienjägern seine Unschuld beweisen.                                                             |
| 17 (2-04) | 25. Juni 2006 21. April 2007  | Gwen 10                                               | Eine „Was wäre, wenn…“-Folge: Eines Morgens stellt Ben fest, dass er die Omnitrix nicht mehr am Handgelenk hat, und er befindet sich mit seinem Opa und Gwen auf dem Weg zum Campingplatz, wo sein Leben als Superheld angefangen hat. Er will nun die Omnitrix von der Sonde holen, doch Gwen ist ihm dazwischen gegangen. Als Vilgax Gwen gefangen nimmt, um sich die Omnitrix zu holen, muss Ben auf sein Wissen zurückgreifen, um seiner Familie beizustehen.                                                            |
| 18 (2-05) | 2. Juli 2006 28. April 2007   | Grudge Match Unfreiwillige Kämpfe                     | Ben bekämpft als Stahlschädel den mutierten Kevin, als die beiden unvermittelt in ein Raumschiff teleportiert werden. Das Schiff ist eine Kampfarena, wo Ben und Kevin als Gladiatoren kämpfen müssen. Nun müssen die Todfeinde zusammenarbeiten, um aus der Gefangenschaft zu entkommen. |
| 19 (2-06) | 10. Juli 2006 5. Mai 2007     | The Galactic Enforcers Die galaktischen Ordnungshüter | Bei einem neuen Kampf gegen Sechssechs und seinen Partner Vulcanus trifft Ben auf drei Alien-Helden. Die galaktischen Ordnungshüter wollen verhindern, dass Sechssechs und Vulcanus eine gefährliche Superwaffe herstellen. Ben schließt sich den Alien-Helden an, doch zu seinem Ärgernis sind die drei in ihrer Vorgehensweise viel zu pedantisch. |
| 20 (2-07) | 17. Juli 2006 12. Mai 2007    | Camp Fear Gefährliche Pilze                           | Ben und Gwen streiten sich über ihren gemeinsamen Geburtstag, obwohl der erst in ein paar Monaten ist. Dabei treffen sie auf einen jungen Camper, der um sein Leben fürchtet. Ben, Max und Gwen fahren zum Ferienlager, aus dem der Junge zukommt, doch im Camp haben sich außerirdische Pilze eingenistet, die sich weiter verbreiten wollen … |
| 21 (2-08) | 24. Juli 2006 19. Mai 2007    | Ultimate Weapon Das Schwert der Mayas                 | In Texas wird eine antike Maya-Maske entdeckt. Max erzählt Ben und Gwen, dass die Maske des Ah Puch, dem Maya-Gott des Todes, ein Wegweiser zu einer sehr mächtigen Waffe ist. Er will die Waffe vor den Ewigen Rittern finden, bevor sie zu einer Gefahr für die Welt wird. Er verfolgt seine Suche jedoch mit einer Verbohrtheit, die Ben und Gwen an ihm gar nicht mögen. |
| 22 (2-09) | 31. Juli 2006 26. Mai 2007    | Tough Luck Glück und Magie                            | Hex wird von seiner Nichte Charmcaster aus dem Gefängnis befreit. In Las Vegas findet Gwen einen Armreif mit einem Stein, der in Wirklichkeit einer der magischen Talismane von Bezell ist – und Hex und seine Nichte gieren nach dem Stein, der ihnen mehr Macht verliehen soll. |
| 23 (2-10) | 7. August 2006 2. Juni 2007   | They Lurk Below Gefahr in der Tiefe                   | Die Tennysons besuchen im Bermudadreieck den Millionär Donovan Smith, einen alten Freund von Max, in dessen Unterwasserhotel. Ben und Gwen nehmen Kontakt mit dem eigenbrötlerischen Edwin, dem Enkel von Donovan, auf. Als die drei auf eigene Faust eine U-Boot-Fahrt machen, werden sie von außerirdischen Quallen angegriffen, die hinter etwas her sind, was Donovan ihnen gestohlen hat. |
| 24 (2-11) | 14. August 2006 9. Juni 2007  | Ghostfreaked Out Schattenmonster flippt aus           | In letzter Zeit wird Ben von Albträumen geplagt, in denen Schattenmonster nach seiner Freiheit verlangt. Bei einem anschließenden Besuch in einer Eliteschule, in die sich Gwen einschreiben lassen will, befreit sich Schattenmonster und beginnt zusammen mit den Zirkusfreaks Ben nachzustellen. |
| 25 (2-12) | 21. August 2006 16. Juni 2007 | Dr. Animo and the Mutant Ray Dr. Animos Experiment    | Ben will mehr über die Omnitrix erfahren und hantiert mit einem Schraubenzieher daran, bis der Uhrenring abfällt. Als Dr. Animo ihn angreift, verwandelt sich Ben in bizarre Mischformen seiner Aliens. Dazu noch findet Dr. Animo den Uhrenring und will mit Hilfe von dessen Energie alles Leben auf der Erde neu gestalten … |
| 26 (2-13) | 28. August 2006 23. Juni 2007 | Back with a Vengeance Die Rückkehr                    | Kevin 11 und Vilgax verbünden sich, um Ben zu vernichten und die Omnitrix zu erlangen. Zur gleichen Zeit programmiert Ben zufällig die Omnitrix darauf, ihn ganz nach Belieben in seine Alienformen zu verwandeln. Als Kevin und Vilgax auftauchen, muss Ben die neuen Möglichkeiten aus seiner Uhr ausschöpfen, um es mit den beiden aufnehmen zu können. |

| #         | US-Premiere D-Premiere               | Originaltitel Deutscher Titel                                    | Inhalt |
| --------- | ------------------------------------ | ---------------------------------------------------------------- | --- |
| 27 (3-01) | 20. November 2006 8. September 2007  | Midnight Madness Mitternachtsschreck                             | Die Tennysons erfreuen sich an einem großen Kaufhaus. Gwen hört von der Vorstellung eines Hypnotiseurs und meldet Ben als Freiwilligen an. Zunächst amüsiert sich Gwen, dass Ben sich unter dem Einfluss des Hypnotiseurs lächerlich macht, doch um Mitternacht schlafwandelt Ben und begeht in seinen Alienformen Diebstähle. |
| 28 (3-02) | 27. November 2006 8. September 2007  | Ben 10.000                                                       | Als Ben und Gwen sich um die Organisation von Opa Max’ 60. Geburtstag streiten, wird Gwen von einer maskierten Gestalt durch ein Portal entführt, und Ben rast gleich hinterher. Beide finden sich 20 Jahre in der Zukunft wieder und begegnen dort ihren erwachsenen Versionen, die als Superhelden berufstätig sind. Schnell muss Ben jedoch feststellen, dass der Ruhm seine Kehrseiten hat: Nicht nur, dass er sehr viele Feinde hat; der erwachsene Ben hat außerdem noch verloren, was ihn als Kind so sehr ausgemacht hat … |
| 29 (3-03) | 4. Dezember 2006 15. September 2007  | A Change of Face Vertauschte Gesichter                           | Fluchwerferin (Charmcaster) setzt in Salem einen Zauber ein, um ihren Geist mit Ben zu vertauschen, doch Gwen wird dabei versehentlich ihr Opfer. Gwen, die jetzt im Körper von Charmcaster festsitzt, wird in ein Mädchengefängnis inhaftiert, und Charmcaster, die in Gwen steckt, will noch immer Bens Körper übernehmen, um die Macht der Omnitrix nutzen zu können. |
| 30 (3-04) | 11. Dezember 2006 22. September 2007 | Merry Christmas Frohe Weihnachten                                | Die Tennysons finden im Death Valley den Zugang zu einer weihnachtlichen Welt. Max wird vom Herrscher dieser Welt, Mr. Jingles, für den Weihnachtsmann gehalten und in dessen Rolle gedrängt. Ben und Gwen müssen feststellen, dass dieses Dorf unter einem Fluch steht, und einen Weg finden, diesen zu brechen. |
| 31 (3-05) | 18. Dezember 2006 29. September 2007 | Benwolf                                                          | In New Mexico treffen sich die Tennysons mit Wes, einem alten Freund von Max. Er macht sie mit seiner Enkelin Kai bekannt, in die sich Ben verliebt, doch dann erscheint ein Werwolf, der Satellitenmaterial stiehlt. Max, Wes und Ben machen sich auf die Jagd, doch Ben wird vom Werwolf gebissen und beginnt sich langsam in einen zu verwandeln … |
| 32 (3-06) | 19. Januar 2007 6. Oktober 2007      | Game Over Das Sumo-Slammer-Spiel                                 | Ben und Gwen spielen ein Videospiel. Als Gwen zu gewinnen anfängt, dringt Ben als Upgrade in den Computer ein und verändert den Punktestand, doch ein Blitzeinschlag schleudert beide unversehens direkt in das Spiel hinein. Nun müssen sie das Spiel durchspielen, um wieder in die reale Welt zu kommen – und dabei am großen Endgegner, den Dämonen Kenko, vorbeikommen … |
| 33 (3-07) | 26. Januar 2007 20. Oktober 2007     | Super Alien Buddy Adventures Super-Alien Helden-Buddie Abenteuer | Im Fernsehen läuft eine Kinder-Cartoonserie, in der veralberte Versionen von Krake, Inferno und Biest als Helden auftreten. Das findet Ben nicht komisch, und er begibt sich mit Gwen ins zuständige Filmstudio, um sich bei dem Erfinder der Serie zu beschweren. Doch dann passieren schwere Unfälle, und Bens Lieblingsschauspieler eilt zur Rettung; aber Gwen hegt bei diesen Vorgängen ihre Zweifel an deren Echtheit. |
| 34 (3-08) | 9. Februar 2007 27. Oktober 2007     | Under Wraps Die Mumie                                            | Max will Ben und Gwen beibringen, harte Arbeit zu schätzen, und fährt deshalb mit ihnen zu einer Farm. Ben und Gwen finden die Farmarbeit einfach unerträglich – doch dann stellen sie fest, dass eine Mumie in der Umgebung ihr Unwesen treibt. |
| 35 (3-09) | 23. Februar 2007 3. November 2007    | The Unnaturals Die Unbesiegbaren                                 | Ben geht zu einem Junior-Liga Baseball-Spiel seines Lieblingsteams, an der auch seine Schulfeinde JT und Cash teilnehmen, und findet heraus, dass deren Gegner Roboter sind, die mit einem finsteren Ziel programmiert worden sind: den Präsidenten der Vereinigten Staaten zu entführen und durch einen Doppelgänger zu ersetzen. |
| 36 (3-10) | 2. März 2007 13. Oktober 2007        | Monster Weather Monster-Wetter                                   | Opa Max nimmt die Kinder zu einem Konzert seiner Lieblings-Old Time-Band mit, doch das wird unterbrochen von einem verrückt gewordenen meteorologischen Computer, der das Wetter kontrollieren kann. |
| 37 (3-11) | 9. März 2007 3. März 2009 (RTL II)   | The Return Zurück                                                | Max, Gwen und Ben reisen nach Cape Canaveral, weil dort lila Blitze gesichtet wurden, die sie sehr an ihre Abenteuer mit dem Werwolf und die Mumie erinnern. Dort angekommen, finden sie heraus, dass der ominöse Dr. Viktor seine Finger im Spiel hat; aber sie sollen dazu noch bald jemanden wiedersehen, der eigentlich tot sein müsste … |
| 38 (3-12) | 16. März 2007 17. November 2007      | Be Afraid of the Dark Fürchte die Dunkelheit                     | Das Schattenmonster ist wiederauferstanden und plant die Erde in ewige Dunkelheit einzutauchen, um ungehindert auf ihr zu wandeln und sie beherrschen zu können. |
| 39 (3-13) | 23. März 2007 24. November 2007      | The Visitor Der Besucher                                         | Xylene, eine außerirdische Freundin von Max, besucht ihren alten Freund, um nach der Omnitrix zu sehen. Da ihre Beziehung immer noch sehr innig ist, reagiert Ben sehr eifersüchtig auf die Besucherin. Doch einer von Vilgax’ Robotern jagt ebenfalls der Omnitrix nach, und als er Opa Max entführt, muss Ben sich entscheiden, ob er der Besucherin vertrauen soll oder nicht. |

| #                 | US-Premiere D-Premiere                                                                            | Originaltitel Deutscher Titel                                                  | Inhalt |
| ----------------- | ------------------------------------------------------------------------------------------------- | ------------------------------------------------------------------------------ | --- |
| 40 (4-01)         | 4. Mai 2007 5. April 2008                                                                         | Perfect Day Der perfekte Tag                                                   | Ben scheint den perfekten Tag zu durchleben: alles, was er unternimmt, gelingt ihm auch. Doch dies ist nur ein Traum, kontrolliert von den Ewigen Rittern, die währenddessen versuchen, Ben die Omnitrix abzunehmen. Als Ben schließlich die Wahrheit erfährt, wird dieser perfekte Tag für ihn schnell zum schlimmsten Alptraum.                                                                                          |
| 41 (4-02)         | 11. Mai 2007 12. April 2008                                                                       | Divided We Stand Einer aus allen und alle aus einem                            | Beim Spielen am Strand aktiviert Ben eine neue Alienform: den sich selbst vervielfältigenden Ditto. Diese gehen Gwen und Opa Max ziemlich schnell auf die Nerven. Doch einer der Dittos wird von Dr. Animo entführt, der damit beginnt, die Fähigkeit von Ditto für seine finsteren Zwecke einzusetzen. |
| 42 (4-03)         | 25. Mai 2007 19. April 2008                                                                       | Don’t Drink the Water Trink das Wasser lieber nicht                            | Der finstere Magier Hex beginnt rapide zu altern und sucht nach einem legendären Wasser der Jugend, wobei er wieder auf die Tennysons trifft. Dumm nur, dass Opa Max und Ben ebenfalls mit dem Wasser in Berührung kommen und sich in viel jüngere Versionen ihrer selbst verwandeln. |
| 43 (4-04)         | 21. September 2007 26. April 2008                                                                 | Big Fat Alien Wedding Die echt coole Alienhochzeit                             | Max’ Neffe Joel und ein Alien namens Camille stehen kurz vor ihrer Hochzeit, die zugleich das Ende jeglicher Feindseligkeiten zwischen ihren Rassen besiegeln soll – und gerade deswegen setzt jemand alles daran, die Hochzeit platzen zu lassen. Nur gut, dass sich die Tennysons nicht so ganz am Waffenstillstand während der Hochzeit beteiligen wollen …                                                             |
| 44 (4-05)         | 28. September 2007 3. Mai 2008                                                                    | Ben 4 Good Buddy Rüstig statt rostig                                           | In einem kleinen Provinznest in der Wüste wird den Tennysons ihr Wohnmobil von drei Straßenpiraten gestohlen. Die Diebe entdecken schnell die kleinen Besonderheiten dieses Wagens und wollen sie benutzen, um auch in Zukunft ihrem Handwerk ungestört nachgehen zu können. |
| 45 (4-06)         | 5. Oktober 2007 5. Juli 2008                                                                      | Ready to Rumble Helden im Ring                                                 | Ben spielt mit Gwens Laptop herum. Als der Laptop kurz darauf von alleine ausgeht, glaubt Ben, er sei kaputt. Um das Geld für ein neues Gerät aufzutreiben, nimmt er an einer Mutanten-Wrestlingshow teil. Dabei trifft er auf zwei Brüder, das „Monster-Duo“ genannt, die das Geld wesentlich dringender brauchen als er.                                                                                                 |
| 46 (4-07)         | 5. Oktober 2007 12. Juli 2008                                                                     | Ken 10                                                                         | Eine Folge aus der Zukunft: Kenny Tennyson bekommt von seinem Vater Ben eine eigene Omnitrix zum 10. Geburtstag, doch sein Vater scheint ihm nichts zutrauen zu wollen. Dann bricht auch noch Kevin aus der Null-Leere aus, um an Vater und Sohn Tennyson Rache zu nehmen. |
| 47 (4-08)         | 12. Oktober 2007 19. Juli 2008                                                                    | Goodbye and Good Riddance Auf Nimmerwiedersehen                                | Die Sommerferien gehen zu Ende, und Ben soll wieder in den „langweiligen“ Alltag zurückkehren. Doch bald schon macht ausgerechnet Vilgax mit seiner Roboterarmee die Stadt unsicher, und Ben muss schließlich der ganzen Welt sein kleines Geheimnis offenbaren. |
| 48 (4-09)         | 19. Oktober 2007 20. September 2008                                                               | Ben 10 vs. The Negative 10 (Part 1) Ben 10 gegen die Schrecklichen 10 (Teil 1) | Während Max den Enkel eines alten Freundes vom Feriencamp abholt, ereignen sich zahlreiche mysteriöse Einbrüche in alte Klempnerbasen – begangen von Bens alten Feinden! Und diese haben sich zu einer Gruppe zusammengeschlossen, wie sie schrecklicher wohl nicht sein kann … |
| 49 (4-10)         | 26. Oktober 2007 20. September 2008                                                               | Ben 10 vs. The Negative 10 (Part 2) Ben 10 gegen die Schrecklichen 10 (Teil 2) | In der alten Klempnerbasis in Mount Rushmore treten die Tennysons gegen die Schrecklichen 10 an, um eine gefährliche Technologie vor dem Zugriff des Ewigen Königs zu schützen. |
| 50–52 (4-11–4-13) | 10. August 2007 (als Film)/2. Mai 2008 (als dreiteilige Abschlussepisode der Serie) 29. März 2008 | Secret of the Omnitrix Das Geheimnis der Omnitrix                              | Versehentlich wird bei einem Einsatz gegen Dr. Animo ein Selbstzerstörungsmodus in der Omnitrix aktiviert. Ben und Gwen reisen daraufhin zusammen mit ihrem alten Freund Tetrax durch das Universum, um den Erfinder der Omnitrix, Azmuth, zu finden, der den Selbstzerstörungsmodus deaktivieren soll. Dabei kommt ihnen aber wieder Vilgax in die Quere, der der Null-Leere entkommen ist und wieder Rache an Ben sucht. |

## Filme
Ab August 2007 wurde eine Spielfilmfassung von „Ben 10“, Ben 10 – Das Geheimnis der Omnitrix, veröffentlicht, in dem versehentlich der Selbstzerstörungsmodus der Omnitrix in einem Reaktor aktiviert wird. Ben und Gwen reisen zusammen mit ihrem alten Freund Tetrax durch das Universum, um den Hersteller der Omnitrix, Azmuth, zu finden, der den Selbstzerstörungsmodus deaktivieren soll. Zuerst reisen sie zum Gefängnisplaneten, wo sie auf Azmuths Assistentin treffen. Sie befreien sie und finden dann schließlich Azmuths Aufenthaltsort. Dort kommt es zum entscheidenden Kampf gegen Vilgax. Ben und seine Freunde überreden Azmuth, ihnen zu helfen und gewinnen den Kampf. Der Film stellt das offizielle Ende der vierten und letzten Staffel von Ben 10 dar.
In den USA wurde im November 2007 der Realfilm Ben 10 – Wettlauf gegen die Zeit veröffentlicht. Darin müssen Ben und seine Cousine Gwen wieder in die Schule gehen, der Sommer ist vorbei. Ben ist nicht gerade erfreut darüber, weil die Omnitrix von nun an sein Geheimnis bleiben muss, sodass er immer er selbst bleibt. Niemand darf etwas von seinen Superkräften wissen. Ben fällt es schwer, wieder wie ein ganz normaler Junge zu leben. Er verspürt andauernd den Drang, seinen Schulkameraden die Wahrheit zu sagen, doch er muss die Omnitrix geheim halten. Doch dann taucht plötzlich Eon, Bens Erzfeind aus einer anderen Galaxie, auf und versucht die Omnitrix an sich zu reißen, um die Erde zu erobern. Ben, Gwen und Opa Max müssen ihn aufhalten und die Erde vor dem sicheren Untergang retten. Graham Phillips spielt Ben, Haley Ramm Gwen und Lee Majors Großvater Max Tennyson. Robert Picardo ist in der Rolle des Schuldirektors White zu sehen. Regie führte Alex Winter.
Die Ausstrahlung am 22. November 2007 sahen fast vier Millionen Zuschauer und bescherten dem Sender Cartoon Network einen neuen Quotenrekord.
Der Film wurde in Deutschland am 6. Juni 2010 als Ben 10 – Wettlauf gegen die Zeit im Cartoon-Network-Block bei Kabel eins gesendet.

## Fortsetzungsserien

### Ben 10: Alien Force
Am 18. April 2008 fand in den USA die Erstausstrahlung der Nachfolgeserie Ben 10: Alien Force statt. Fünf Jahre nach den Ereignissen der ersten Serie bedrohen neue außerirdische Gegner die Erde. Ben entschlüsselt dabei eine ganze Auswahl neuer Aliens in der Omnitrix und gewinnt seinen alten Feind Kevin 11 als Verbündeten. Die deutsche Premiere der Serie fand am 19. September 2009 auf Cartoon Network statt. Im Free-TV war sie ab dem 17. Oktober 2009 bei kabel eins zu sehen.
Auch für diese Serie drehte Alex Winter einen Film mit dem Namen Ben 10: Alien Swarm. Ryan Kelley spielt darin Ben, Galadriel Stineman Gwen, Barry Corbin Opa Max und Nathan Keyes Kevin. Deutschlandpremiere war am 5. Dezember 2009 auf Cartoon Network.

### Ben 10: Ultimate Alien
Es wurde bekannt gegeben, dass Ben 10: Alien Force mit der dritten Staffel eingestellt wird. Im unmittelbaren Anschluss wird jedoch direkt mit der Produktion einer an Ben 10: Alien Force anknüpfenden Nachfolgeserie mit dem Titel Ben 10: Ultimate Alien begonnen. In der neuen Ben 10 Serie sind Ben und Gwen 16 und Kevin 17 Jahre alt. Ben hat nun nicht mehr die Omnitrix, sondern die sogenannte „Ultimatrix“ mit der er sich in einige seiner alten, aber auch in neue Aliens verwandeln kann. Außerdem kann er auch eine verbesserte Version von sechs seiner Aliens annehmen, z. B. Froster-Ultimate Froster; Gigantosaurus-Ultimate Gigantosaurus, …(Echo Echo, Schlammfeuer, Spidermonkey, Kanonenkugel). Die deutsche Erstausstrahlung der Serie begann am 1. März 2011 auf Cartoon Network sowie im Free-TV am 2. April 2011 auf kabel eins.

### Ben 10: Omniverse
Im März 2011 wurde bekannt gegeben, dass für 2012 eine Nachfolgerserie in Planung ist. Sie trägt den Titel Ben 10: Omniverse und sollte im September 2012 weltweit auf allen Cartoon-Network-Ablegern ausgestrahlt werden. Die deutschsprachige Erstausstrahlung erfolgte am 23. September 2012 auf Cartoon Network.

## Auszeichnungen
Die Folge „Ben 10.000“ wurde 2007 für den Golden Reel Award in der Sparte „Beste Soundeffekte und Dialoge in einer Fernsehzeichentrickserie“ (Best Sound Editing in Sound Effects, Foley, Dialogue, ADR and Music for Television Animation) nominiert.